# Franco belga

Blasone del Belgio

Il franco belga era la valuta del Belgio, prima dell'introduzione dell'euro.

## Storia
La conquista di gran parte dell'Europa occidentale da parte della Francia, prima rivoluzionaria e poi napoleonica, condusse ad un'ampia circolazione del franco francese. Nei Paesi Bassi austriaci (il Belgio attuale) il franco sostituì il Kronenthaler. A sua volta il franco fu sostituito dal fiorino olandese quando fu creato il Regno dei Paesi Bassi.
Circa due anni dopo la proclamazione dell'indipendenza dal Regno dei Paesi Bassi, il 5 giugno 1832, il nuovo regno del Belgio  adottò il suo franco, equivalente al franco francese, seguito dal Lussemburgo nel 1848 e dalla Svizzera nel 1850. Al momento dell'unità nazionale, l'Italia, dove esisteva già la lira del Regno di Sardegna, adottò la lira su una base simile nel 1862.
Nel 1865 Francia, Belgio, Svizzera Italia e Lussemburgo crearono l'Unione monetaria latina (cui si unì la Grecia nel 1868): ogni stato avrebbe posseduta la propria moneta nazionale (franco, lira, dracma) del valore di 4,5 g di argento o 290,322 mg di oro fino, tutte liberamente circolanti in ogni stato alla pari. Nel 1870 il valore aureo divenne lo standard e la situazione continuò fino al 1914.
Nel 1926 il Belgio che, come anche la Francia, aveva subito una notevole svalutazione, introdusse il belga, dal valore di 5 franchi e il paese uscì dall'unione monetaria, che cessò comunque di esistere alla fine dello stesso anno. Il belga fu legato alla sterlina britannica con un tasso di cambio di 35 belga (175 franchi) = 1 sterlina; il contenuto aureo del belga fu fissato a 209,211 mg di fino. L'unione monetaria del 1921 tra Belgio e Lussemburgo, tuttavia, sopravvisse, formando le basi per la piena unione economica nel 1932. Nel 1935 il belga fu svalutato del 28% a 150,632 mg di oro fino ed il rapporto tra il franco lussemburghese e quello belga fu fissato a 1 franco lussemburghese = 1¼ franchi belgi.
In seguito all'occupazione tedesca del Belgio nel maggio 1940, il franco fu fissato ad 0,1 Reichsmark, ridotto a 0,08 Reichsmark il luglio 1940. Dopo la liberazione, nel 1944 il franco entrò nel sistema di Bretton Woods, con un rapporto iniziale di 43,77 franchi = 1 dollaro statunitense, stabilito il 5 ottobre di quell'anno. Fu cambiato a 43,8275 nel 1946 e poi a 50, in seguito alla svalutazione della sterlina, nel settembre 1949. Il franco belga fu svalutato nuovamente nel 1982.

### L'euro
Assieme ad altre 10 valute europee, il franco belga/lussemburghese ha cessato di esistere il 1º gennaio 1999, quando fu fissato a 1 EUR = 40,3399 BEF/LUF, quindi con il franco a un valore di 0,024789 euro.
Da quel momento il franco rimase in vigore solo come espressione non decimale dell'euro, anche se monete e banconote continuavano ad essere denominate in franchi. Per tutte le forme di pagamento «non-fisiche» (trasferimenti elettronici, titoli, ecc.), invece, da quella data si adottò solo l'euro.
Il 1º gennaio 2002, con l'entrata in circolazione delle monete e banconote in euro, si aprì una fase di doppia circolazione, durata fino al 28 febbraio 2002, quando le vecchie monete e banconote belghe terminarono il loro corso legale.
Le vecchie monete poterono essere cambiate fino al 31 dicembre 2004, mentre per le banconote non esiste limite.

## Lingua
Inizialmente le legende erano solo in lingua francese. Dal 1869 furono introdotte monete in fiammingo. Alcune monete presentavano scritte in entrambe le lingue. Se le due lingue apparivano sulla stessa faccia, venivano prodotte due versioni, una con il francese a destra e il fiammingo a sinistra e una con le lingue poste al contrario. Le banconote divennero bilingui dal 1880 e, dal 1992, trilingui, visto che si aggiunse il tedesco: su un lato il francese o il fiammingo e sull'altro il tedesco e l'altra lingua. Alcune monete commemorative sono state coniate anche in tedesco, ma nessuna per la circolazione monetaria.

## Monete
Tra il 1832 ed il 1834 furono introdotte monete di rame da 1, 2, 5 e 10 centesimi, d'argento da ¼, ½, 1, 2 e 5 franchi e d'oro da 20 e 40 franchi. Alcuni dei primi pezzi da 1 e 2 centesimi furono sovrabattuti su monete olandesi da ½ e 1 cent. La moneta da 40 franchi non fu emessa fino al 1841, mentre le monete d'argento da 2½ franchi e d'oro da 10 e 25 franchi furono emessi tra il 1848 ed il 1850. La moneta d'argento da 20 centesimi sostituì quella da ¼ franco il 1852. Nel 1860 furono introdotti i 20 centesimi in cupronichel, seguiti dalle monete, sempre in cupronichel, da 5 e 10 centesimi nel 1861. La coniazione dei 5 franchi d'argento fu interrotta nel 1876. Tra il 1901 ed il 1908 furono introdotte monete in cupronichel da 5, 10 e 25 centesimi forate al centro.
Nel 1914 la produzione della moneta da 1 centesimo e di tutte quelle d'argento e d'oro terminò. Furono introdotte monete di zinco da 5, 10 e 25 centesimi nella zona d'occupazione tedesca, seguite dalla moneta di zinco da 50 centesimi nel 1918. La produzione dei 2 centesimi terminò nel 1919. Nel 1922 e nel 1923 furono introdotte monete in nichel da 50 centesimi e da 1 e 2 franchi; queste monete recavano il testo «Buono per» (Bon pour in francese, Goed voor in fiammingo). Il nichel-ottone sostituì il cupro-nichel nei 5 e 10 centesimi nel 1930, seguite dai 25 centesimi nel 1938. Monete in nichel da 5 e 20 franchi furono introdotte rispettivamente nel 1930 e nel 1931, seguite dai 20 franchi d'argento nel 1933 e dai 50 franchi nel 1939.
In conseguenza dell'occupazione tedesca nel 1940, la monetazione d'argento fu interrotta. Nel 1941 lo zinco sostituì gli altri metalli nei 5, 10 e 25 centesimi e negli 1 e 5 franchi. Nel 1948 furono introdotte le monete in cupro-nichel da 5 franchi ed in argento da 50 e 100 franchi, seguite da quella in argento da 20 franchi nel 1949 ed in cupro-nichel da 1 franco nel 1950. I 20 ed i 50 centesimi in bronzo furono coniati rispettivamente nel 1953 e nel 1952. La monetazione in argento cessò completamente nel 1955.
I 25 centesimi in cupronichel sostituirono i 20 centesimi nel 1964. I 10 franchi di nichel furono introdotti nel 1969 (battuti solo fino al 1979), seguiti dai 20 franchi di bronzo nel 1980 e dai 50 franchi di nichel nel 1987. Il bronzo-alluminio sostituì il cupro-nichel nei 5 franchi nel 1986, mentre il ferro ricoperto di nichel sostituì il cupro-nichel nella moneta da 1 franco nel 1989.
Al momento dell'entrata in vigore dell'euro erano in circolazione le seguenti monete:
| Monete in circolazione | Monete in circolazione | Monete in circolazione | Monete in circolazione | Monete in circolazione | Monete in circolazione | Monete in circolazione | Monete in circolazione | Monete in circolazione |
| Immagine               | Valore                 | Diametro               | Peso                   | Composizione           | Dritto                 | Rovescio               | Prima coniazione       | Fuori corso            |
| ---------------------- | ---------------------- | ---------------------- | ---------------------- | ---------------------- | ---------------------- | ---------------------- | ---------------------- | ---------------------- |
|                        | 25 centesimi           | 16 mm                  | 2,00 g                 | Cu: 75% Ni: 25%        | Testa maschile         | Corona e valore        | 1964                   | 1980                   |
| 50 centimes            | 50 centesimi           | 19 mm                  | 2,75 g                 | Cu: 95% Sn: 3% Zn: 3%  | Testa maschile         | Corona e valore        | 1952                   | 2002                   |
| 1 franco               | 1 franco               | 21 mm                  | 4,00 g                 | Cu: 75% Ni: 25%        | Testa femminile        | Corona, ramo e valore  | 1950                   | ??                     |
| 1 franc                | 1 franco               | 18 mm                  | 2,75 g                 | Fe: 94% Ni: 6%         | Baldovino              | Corona e valore        | 1988                   | 2002                   |
|                        | 1 franco               | 18 mm                  | 2,75 g                 | Fe: 94% Ni: 6%         | Alberto II             | Valore                 | 1994                   | 2002                   |
| 5 franchi              | 5 franchi              | 24 mm                  | 6,00 g                 | Cu: 75% Ni: 25%        | Testa femminile        | Corona, ramo e valore  | 1948                   | ??                     |
| 5 franchi              | 5 franchi              | 24 mm                  | 5,50 g                 | Cu: 92% Al: 6% Ni: 2%  | Baldovino              | Valore                 | 1986                   | 2002                   |
|                        | 5 franchi              | 24 mm                  | 5,50 g                 | Cu: 92% Al: 6% Ni: 2%  | Alberto II             | Valore                 | 1994                   | 2002                   |
|                        | 10 franchi             | 27 mm                  | 8,00 g                 | Ni: 100%               | Baldovino              | Stemma del Belgio      | 1969                   | 1985                   |
| 20 franchi             | 20 franchi             | 25,65 mm               | 8,50 g                 | Cu: 92% Ni: 6% Al: 2%  | Baldovino              | Foglie e valore        | 1980                   | 2002                   |
|                        | 20 franchi             | 25,65 mm               | 8,50 g                 | Cu: 92% Ni: 6% Al: 2%  | Alberto II             | Valore                 | 1994                   | 2002                   |
|                        | 50 franchi             | 22,75 mm               | 7,00 g                 | Ni: 100%               | Baldovino              | Valore                 | 1987                   | 2002                   |
|                        | 50 franchi             | 22,75 mm               | 7,00 g                 | Ni: 100%               | Alberto II             | Valore                 | 1994                   | 2002                   |

## Banconote
Erano in circolazione banconote da 100, 200, 500, 1 000, 2 000 e 10 000 franchi.
| Fronte | Retro | Valore        | Immagine                   |
| ------ | ----- | ------------- | -------------------------- |
|        |       | 100 franchi   | James Ensor                |
|        |       | 200 franchi   | Adolphe Sax                |
|        |       | 500 franchi   | René Magritte              |
|        |       | 1000 franchi  | Constant Permeke           |
|        |       | 2000 franchi  | Victor Horta               |
|        |       | 10000 franchi | Alberto e Paola del Belgio |